# Simulium gyorkosae
Simulium gyorkosae är en tvåvingeart som beskrevs av Takaoka och Davies 1996. Simulium gyorkosae ingår i släktet Simulium och familjen knott. Inga underarter finns listade i Catalogue of Life.